# Payback (program lojalnościowy)
Payback (nazwa stylizowana PAYBACK) – program lojalnościowy, którego uczestnicy mogą zbierać punkty podczas zakupów w sklepach sprzedaży tradycyjnej oraz online.

## Historia
Program Payback został stworzony przez Alexandra Rittwegera, konsultanta biznesowego, który prowadził strategiczny projekt dla Deutsche Lufthansa. Projekt obejmował konsultacje programu Lufthansa Miles & More. Sukces tego systemu, opracowanego z myślą o osobach często korzystających z linii lotniczych, zainspirował Alexandra Rittwegera do stworzenia multipartnerskiego programu, w którym uczestniczyłyby największe firmy branży detalicznej i usługowej w Niemczech.
W 1998 roku Alexander Rittweger, wspólnie z Deutsche Lufthansa AG oraz Roland Berger, założył firmę pod nazwą Loyalty Partner GmbH. Program lojalnościowy został uruchomiony w marcu 2000 roku i bardzo szybko zyskał popularność. Już w pierwszym miesiącu dołączył do niego milion klientów, a Payback stał się liderem na rynku programów lojalnościowych. Kartę Programu posiada obecnie około 60% gospodarstw domowych w Niemczech.
Na początku 2011 roku Payback przeszedł w ręce American Express. W tym samym roku został uruchomiony w Indiach, w 2012 roku w Meksyku, w 2014 we Włoszech, w 2015 w USA, a od 2018 roku działa także w Austrii.

### Payback w Polsce
W Polsce PAYBACK rozpoczął swoją działalność 16 września 2009 roku. Był to pierwszy zagraniczny rynek, na którym Program został uruchomiony. W pół roku liczba aktywnych użytkowników kart Payback przekroczyła 5 milionów. Obecnie jest ich około 10 milionów.
Uczestnicy Payback mogą zbierać punkty w blisko 3 tys. punktów sprzedaży tradycyjnej oraz w około 300 sklepach online. Wśród partnerów Programu są zarówno popularne, duże sieci handlowe, jak również firmy usługowe. Zebrane punkty można wykorzystywać do płatności za zakupy, a także wymieniać na nagrody, mile Miles & More lub przekazywać je na program dożywiania dzieci Pajacyk.
Firma zatrudnia ok. 130 pracowników.
W październiku 2011 roku Payback został nagrodzony brązową statuetką Effie Awards w kategorii Kampanie CSR, za akcję „Fundacja TVN – Liczy się każdy gest” promującą wśród uczestników Programu darowizny na cele charytatywne.
Od marca 2012 roku Payback jest członkiem Związku Pracodawców Branży Internetowej IAB Polska.

#### Partnerzy
W 2009 roku Program wystartował z następującymi partnerami: Allegro.pl, BP, Santander Bank Polska, Fly.pl, Kolporter, Mix Electronics, Orange, Telekomunikacja Polska, Grupa Hotelowa Orbis, Real oraz LOT.
| Partnerzy Payback | Partnerzy Payback      | Partnerzy Payback   |
| Partner           | Dołączenie do programu | Odejście z programu |
| ----------------- | ---------------------- | ------------------- |
| Allegro           | 16 września 2009       | 31 lipca 2016       |
| BP                | 16 września 2009       | 31 stycznia 2025    |
| BZWBK             | 16 września 2009       | 1 sierpnia 2016     |
| Fly.pl            | 16 września 2009       |                     |
| Kolporter         | 16 września 2009       | 31 grudnia 2013     |
| Mix Electronics   | 16 września 2009       | 15 września 2012    |
| Orange            | 16 września 2009       | 31 grudnia 2019     |
| TP SA             | 16 września 2009       | 31 grudnia 2013     |
| Orbis             | 16 września 2009       |                     |
| Real              | 16 września 2009       | 31 grudnia 2015     |
| LOT               | 16 września 2009       |                     |
| Apteka 1          | 1 marca 2010           | 31 grudnia 2011     |
| Jysk              | 1 marca 2010           | 1 września 2013     |
| Mango Media       | 1 marca 2010           | 28 lutego 2013      |
| Home.pl           | 1 września 2010        | 31 sierpnia 2013    |
| Yves-rocher.pl    | 1 września 2010        | 29 grudnia 2017     |
| Multikino         | 3 marca 2011           |                     |
| Electro World     | 8 czerwca 2011         | 15 września 2012    |
| Smyk              | 3 października 2011    | 31 marca 2016       |
| Empik             | 3 października 2011    | 16 sierpnia 2016    |
| Answear.com       | 15 grudnia 2011        | 15 listopada 2014   |
| Travelplanet.pl   | 16 stycznia 2012       | 12 stycznia 2013    |
| Jean Louis David  | 1 marca 2012           | 30 września 2015    |
| Smyk.com          | 15 marca 2012          | 26 lutego 2016      |
| Empik.com         | 15 marca 2012          | 16 sierpnia 2016    |
| Time Trend        | 1 czerwca 2012         |                     |
| Link4             | 1 lutego 2013          |                     |
| Mount Blanc       | 28 lutego 2013         |                     |
| Hyundai           | 15 marca 2013          |                     |
| Wild Bean Cafe    | 20 marca 2013          | 31 stycznia 2025    |
| 1 minute          | 25 marca 2013          | 30 kwietnia 2018    |
| Inmedio           | 25 marca 2013          | 30 kwietnia 2018    |
| Relay             | 25 marca 2013          | 30 kwietnia 2018    |
| So!Coffee         | 25 marca 2013          | 30 kwietnia 2018    |
| Drogerie Natura   | 1 sierpnia 2013        | 31 maja 2016        |
| Energa            | 1 września 2013        |                     |
| Pizzaportal.pl    | 1 stycznia 2014        |                     |
| Avon Products     | 20 maja 2014           |                     |
| PSB-Mrówka        | 1 lipca 2014           |                     |
| MediaMarkt.pl     | 15 listopada 2014      |                     |
| Wittchen          | 1 lutego 2016          |                     |
| MyTravel          | 1 lutego 2016          |                     |
| Wonga.com         | 1 czerwca 2016         |                     |
| mBank             | 1 grudnia 2016         | 30 kwietnia 2018    |
| CUK Ubezpieczenia | 4 kwietnia 2018        |                     |
| Kaufland          | 26 kwietnia 2018       | 30 kwietnia 2023    |
| Carrefour         | 27 maja 2024           |                     |